# Parachrysocharis pantnagarensis
Parachrysocharis pantnagarensis är en stekelart som beskrevs av Khan, Agnihotri och Sushil 2005. Parachrysocharis pantnagarensis ingår i släktet Parachrysocharis och familjen finglanssteklar. Inga underarter finns listade i Catalogue of Life.